# RNCラジオ・チャリティ・ミュージックソン
『RNCラジオ・チャリティ・ミュージックソン』は、西日本放送ラジオ(RNCラジオ)で毎年12月24日から12月25日にわたって放送されるチャリティーラジオ番組である。「ラジオ・チャリティ・ミュージックソン」の香川ローカル版（企画ネット番組）である。

## 概要
2012年からミュージックソンの参加局に新たに加わった。これは、2008年の中国放送が参加して以来のことになる。四国地方では最初かつ唯一の参加局でもある。参加局の中では最も新しい。
「音の出る信号機」は、第1回から2年がかりで高松市のJR高松駅北側に「寄贈第1号信号機」を設置することが出来た。以降、毎年香川県内に寄贈されている。また、「視覚障害者教育機器」なども同県内に寄贈されている。
2015年からAMEMIYAが作詞・作曲した「未来への信号機はじめました」が流れている。
イベント会場としてゆめタウン高松・丸亀・三豊の三店舗で展開され、随時中継が入れられる。高松はメインの会場としてその年のメインパーソナリティーやRNCアナウンサーが出演する。なお2020年は新型コロナウイルス感染対策として全編RNCスタジオから放送された。
24時間の特別番組ではあるが、編成上の都合で主に25時から翌朝7時まではニッポン放送やTBSラジオの深夜早朝番組を変わらずネットされている。7時から11時までは朝ワイド『さわやかラジオ おはようハイタッチ』として放送される。
金曜から土曜にかけて編成される場合の『波のりラジオWeek End Fever』は、ブロックネットの都合上通常通り放送されるが、この時間帯に「声の握手」が行われる場合は『波のりラジオ』へ内包され、同番組のネット局（四国放送・高知放送。どちらもミュージックソンは実施していない）でもそのまま放送される。逆に日曜から月曜にかけて編成される場合の『杉ノ内柚樹のミュージック・さえら』は、ブロックネット番組ではあるものの自社では休止とし、ネット局へ向けての裏送りとしている。

## 出演者

### パーソナリティ一覧
| 回 | 放送年 | 総合司会・進行担当アナ                                                                          | 特記事項 |
| -- | ------ | ----------------------------------------------------------------------------------------------- | -------- |
| 1  | 2012年 | 植松おさみ 熊谷富由美 山崎達也 仁多田まゆみ 奥田麻衣 堺瞳                                       |          |
| 2  | 2013年 | 山崎達也 熊谷富由美 仁多田まゆみ 亀谷哲也 中桐康介 奥田麻衣 鴨居真理子 岸たけし 小御門千絵 堺瞳 |          |
| 3  | 2014年 | 木内晶子                                                                                        |          |
| 4  | 2015年 | 木内晶子                                                                                        |          |
| 5  | 2016年 | ガリベンズ矢野                                                                                  |          |
| 6  | 2017年 | ガリベンズ矢野                                                                                  |          |
| 7  | 2018年 | ガリベンズ矢野                                                                                  |          |
| 8  | 2019年 | ガリベンズ矢野                                                                                  |          |
| 9  | 2020年 | ガリベンズ矢野                                                                                  |          |
| 10 | 2021年 | ガリベンズ矢野                                                                                  |          |
| 11 | 2022年 | ガリベンズ矢野                                                                                  |          |
| 12 | 2023年 | ガリベンズ矢野                                                                                  |          |